# Tipula (Lunatipula) apicalis
Tipula (Lunatipula) apicalis is een tweevleugelige uit de familie langpootmuggen (Tipulidae). De soort komt voor in het Nearctisch gebied.